# 海關俱樂部
海關俱樂部是上海市的一棟木質歷史建築，位於徐匯區汾陽路9弄3號。海關俱樂部興建於1898年，曾是大清皇家海關總稅務司赫德的住宅之一，在歷史上長期由海關職員使用。 1994年，該建築被列入上海市優秀歷史建築。